# Африканска симфония
„Африканска симфония“ (на английски: African Symphony) е музикално произведение от 1976 г. на американския музикант, продуцент и композитор Ван МакКой.
Произведението се използва като начален сигнал в телевизионното предаване „Атлас“ по Българска национална телевизия и в радиопредаването „Един мъж, един микрофон“ по Българско национално радио с водещ Симеон Идакиев.